# Empagliflozine
Jardiance
L'empagliflozine est un inhibiteur sélectif du transporteur SGLT2 (de type gliflozine), utilisé dans le traitement du diabète de type 2 et de certains cas d'insuffisance cardiaque ou d'insuffisance rénale chronique. Il a été développé par le laboratoire Boehringer Ingelheim et commercialisé sous le nom de Jardiance dans de nombreux pays (États-Unis, Union européenne, Canada, etc.).

## Mode d'action
En tant qu'inhibiteur sélectif du transporteur SGLT2, l'empagliflozine augmente l'excrétion urinaire du glucose, expliquant son action dans le diabète.
Elle augmente également la natriurèse sans jouer sur la kaliémie, ce qui explique une partie de son action dans l'insuffisance cardiaque. Cela ne suffit pas, cependant, à expliquer seul l'effet bénéfique dans l'insuffisance cardiaque à fonction systolique diminuée. D'autres mécanismes sont proposés, réduction de l'inflammation en diminuant l'activité du l'inflammasome par l'intermédiaire du NLRP3 ou action sur certains canaux sodiques cardiaques.

## Efficacité
Donnée chez le diabétique de type 2 en première intention, associée à un traitement par metformine et par sulfonylurée ou en complément d'un traitement par insuline, l'empagliflozine permet une amélioration du contrôle glycémique, avec une baisse du poids et de la pression artérielle, en particulier nocturne, même en cas d'insuffisance rénale chronique non terminale.
Elle semble ainsi diminuer le risque de complications cardiovasculaires (notamment par rapport à la sitagliptine, avec une fréquence moindre d'hospitalisation pour une insuffisance cardiaque) ou rénale et de mortalité chez le diabétique. L'une des raisons de ces résultats consiste en l'augmentation de la natriurèse, sans effet sur la kaliémie. Le bénéfice persiste si la fraction d'éjection n'est pas trop altérée (supérieure à 40 %). Il permet également, chez ces patients, un ralentissement de la dégradation de la fonction rénale, et, chez ceux à fraction d'éjection basse, une diminution du risque de complications rénales.
Chez l'insuffisant cardiaque avec fraction d'éjection basse, non diabétique, elle améliore les symptômes et la qualité de vie et diminue le risque de mortalité et de réhospitalisation pour insuffisance cardiaque. La place de cette molécule reste discutée, en particulier parce que les patients, dans ces études, ne sont, le plus souvent, pas traités de manière optimale (faible taux de prescription de l'association sacubitril-valsartan).
Elle permet une diminution du taux sanguin d'acide urique, ainsi que des complications en rapport avec une hyperuricémie.

## Effets indésirables
L'effet indésirable le plus fréquent est la survenue d'une infection urinaire, voire mycosique, chez la femme.
Cette molécule comme les autres inhibiteurs de la SGLT2 exposerait les patients à un risque augmenté d’amputation des membres inférieurs.

## Situation administrative en France
L'empagliflozine bénéficie d'une autorisation de mise sur le marché par l'agence européenne du médicament, AMM avalisée par l'agence du médicament française (ANSM) le 25 mai 2014 sous le nom de spécialité de Jardiance dosée à 10 et 25 mg. La commission de transparence de la Haute autorité de santé a initialement rendu deux avis successifs n'accordant aucune amélioration du service rendu à ces spécialités. Elles sont toutefois désormais remboursées par l'Assurance maladie à hauteur de 65% (comme les autres gliflozines disponibles en France, la dapagliflozine et la canagliflozine), à la fois dans le diabète (depuis décembre 2020), dans certains cas d'insuffisance cardiaque (depuis 2022) et dans la maladie rénale chronique (depuis 2024).